# 知覚心理学
知覚心理学（ちかくしんりがく）は、認知心理学の一分野で、意識的または無意識的な人間の認知システムの生得的側面である知覚を取り扱う学問である。
認定心理士や公認心理師の養成課程では、認知心理学と併せて、知覚・認知心理学とされることも多い。

## 概要
知覚心理学という分野の先駆者はギブソンである。有名な研究として、アフォーダンス（人間を取り巻く物体や機能の有用性の知覚）に関するものがある。 ギブソンによれば、このような機能や物体はアフォーダンスとして知覚されるのであり、それ自体が独立した物体として知覚されるわけではない。この考え方は、ソフトウェアのユーザーインターフェースやユーザビリティ工学、心理学における環境主義でも活用されており、さらには政治経済学においても、知覚的な観点から、資源や廃棄物といった経済取引について説明がなされている。
ゲラード・イーガンとロバート・ボルトンは、ある状況下において人々は知覚に基づいて行動をするということを前提に、対人関係の分野について研究した。振る舞いが明らかである一方で、人間の思考と感情は伏せられている。これにより、最もありふれた人と人との間の問題は、他人の感情や思考を推測することは可能だという想定に基づいているという考えが生まれた。イーガンとボルトンは、この考え方から、効果的なコミュニケーションのために、内省的な聴き方、アサーションスキル、競争の解決といった手法を提案している。知覚心理学はしばしば患者が問題解決能力を向上させるための治療にも用いられる。

## 生得論と経験論
生得論と経験論という知覚心理学への2つのアプローチのどちらが知覚の発達の基礎なのかが議論されてきた。生得論者は、人間は必要なすべての知覚能力を持って生まれてきたと考える。生得論は、知覚において有力な学説である。経験論者は、人間は生まれつきには知覚能力を持たず、後天的に学習する必要があると考えている。